# The Shooting of Thomas Hurndall
The Shooting of Thomas Hurndall é um telefilme britânico de 2008 dirigido por Rowan Joffe para o Channel 4.

## Sinopse
Docudrama sobre a investigação de uma família sobre a morte de seu filho (Matthew McNulty), um estudante de fotojornalismo que foi morto a tiros em Gaza por um atirador de elite das Forças de Defesa de Israel.

## Elenco
- Zidane Awad	...	Sgt. Mohammad
- Stephen Dillane	...	Anthony Hurndall
- Kerry Fox	...	Jocelyn Hurndall
- Mark Bazeley	...	Tom Fitzalan-Howard
- Jodie Whittaker	...	Sophie
- Harry Treadaway	...	Billy
- Matthew McNulty	...	Tom Hurndall
- Gus Lewis ...	Freddy
- Ziad Bakri	...	Sgt. Taysir
- Amr Waked	...	Mohamed
- Kika Markham	...	Alison